# L'Atelier aux poissons rouges
L'Atelier aux poissons rouges est un tableau réalisé par l'artiste français Henri Matisse durant l'été 1912, au retour d'un voyage au Maroc. Cette huile sur toile représente l'intérieur de son atelier à Issy-les-Moulineaux, avec au premier plan de la composition le coin d'une table où sont posés un soliflore, une statuette de femme nue et un bocal de poissons rouges. L'œuvre est aujourd'hui conservée à la Fondation Barnes, à Philadelphie, aux États-Unis.